# Paul Seymour (mathématicien)
Pour les articles homonymes, voir Paul Seymour (basket-ball) et Seymour.
Paul D. Seymour (né le 26 juillet 1950 à Plymouth) est un mathématicien britannique travaillant sur les mathématiques discrètes, en particulier la combinatoire, la théorie des graphes, et l'optimisation. Il est actuellement professeur à l'université de Princeton, aux États-Unis.

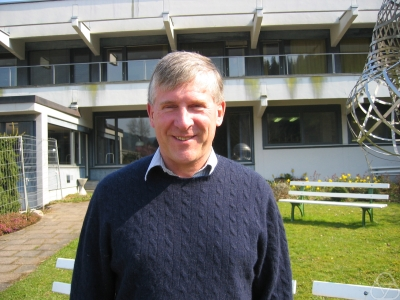
Paul Seymour à Oberwolfach en 2007

## Biographie
Seymour réalisé plusieurs avancées notables sur les matroïdes réguliers, le théorème des quatre couleurs, les mineurs de graphe (théorème de Robertson-Seymour), le théorème des graphes parfaits et la conjecture de Hadwiger. Son nombre d'Erdős est 2.
Il reçoit entre autres le prix Fulkerson en 1979, 1994, 2006 et 2009, le prix George Pólya de la SIAM en 1983 et 2004 et le prix Ostrowski en 2003.